# Kha Ly
Lại Thị Kha Ly (sinh ngày 13 tháng 3 năm 1985), thường được biết đến với nghệ danh Kha Ly, là một nữ diễn viên kiêm ca sĩ người Việt Nam. Cô nổi tiếng qua các vai diễn trong Cổng mặt trời và Dâu bể đường trần.

## Tiểu sử
Kha Ly tên thật là Lại Thị Kha Ly, sinh năm 1985 ở An Giang, gia đình không ai theo nghệ thuật. Từ khi còn là sinh viên cô đã dẫn chương trình ở phòng trà rồi thử sức ở vai trò ca sĩ.

## Sự nghiệp
Trong một lần đưa người em đi thi ở Trường Sân khấu Điện ảnh, Kha Ly tình cờ được đoàn phim Sóng gió cuộc đời của đạo diễn Châu Huế giao cho một vai diễn. Thành công của vai diễn giúp cô được chú ý trong diễn xuất và tham gia một số bộ phim Cổng mặt trời, Kiều nữ và đại gia, Vòng xoáy bạc.
Bên cạnh sự nghiệp diễn xuất, Kha Ly cũng thành công ở vai trò ca sĩ khi thể hiện các ca khúc nhạc phim như Tình yêu pha lê, Sóng gió cuộc đời, Nợ ân tình, Khép lại quá khứ. Năm 2019, Kha Ly đoạt giải quán quân chương trình Tình Bolero của Đài truyền hình Vĩnh Long. Trước đó vào tháng 4, Kha Ly cùng Thanh Duy đã có buổi ra mắt CD Thương lắm mình ơi diễn ra tại bang California, Mỹ.

## Danh sách phim

### Truyền hình
| Năm  | Tựa Phim                              | Vai diễn     | Đạo diễn                         | Kênh       | Nguồn |
| ---- | ------------------------------------- | ------------ | -------------------------------- | ---------- | ----- |
| 2004 | Hàn Mặc Tử                            |              | Trần Mỹ Hà                       | HTV7       |       |
| 2007 | Sóng gió cuộc đời                     | Liên         | Châu Huế                         | HTV7       |       |
| 2008 | Kiều nữ và đại gia                    | Lụa          | Nguyễn Duy Võ Ngọc               | HTV9       |       |
| 2008 | Tình yêu pha lê                       | Mỹ Hà        | Xuân Cường                       | HTV7       |       |
| 2008 | Mùa chim én xôn xao                   | Cúc Hương    | Lê Hữu Lương                     | HTV9       |       |
| 2008 | Sóng đời                              | Ý            | Xuân Phước                       | HTV7       |       |
| 2008 | Chỗ chỉ có một người                  | Diễm Hương   | Trương Dũng                      | HTV9       |       |
| 2009 | Ký ức mong manh                       | Tuyết        | Đặng Lưu Việt Bảo                | HTV7       |       |
| 2009 | Hiệp sĩ đường phố                     | Hà           | Lý Khắc Lynh                     | HTV9       |       |
| 2009 | Giấc mơ cổ tích                       | Hoa          | Đặng Minh Quang                  | HTV7       |       |
| 2010 | Tham vọng                             | My           | Xuân Cường                       | HTV7       |       |
| 2010 | Cổng mặt trời                         | Liên         | Nguyễn Dương                     | HTV7       |       |
| 2010 | Anh em nhà bác sĩ                     | Bích Ngọc    | Nguyễn Minh Cao                  | THVL1      |       |
| 2010 | Hạnh phúc mong manh                   | Yến          | Đặng Minh Quang                  | THVL1      |       |
| 2010 | Thẩm mỹ viện                          | Tigome       | Đinh Đức Liêm                    | HTV9       |       |
| 2010 | Thụy khúc                             | Xuân         | Đặng Lưu Việt Bảo                | HTV7       |       |
| 2010 | Lời thề danh dự                       | Thụy Minh    | Võ Việt Hùng                     | HTV9       |       |
| 2010 | 30 ngày làm cha                       | Cúc          | Nguyễn Dương                     | Let’s Viet |       |
| 2011 | Theo dấu hương xưa                    |              | Ngô Quang Hải                    | HTV7       |       |
| 2011 | Vòng tròn cạm bẫy                     |              | Bùi Tuấn Dũng                    | VTV1       |       |
| 2012 | Ông xã vạn tuế                        | Hồng Ngọc    | Đặng Lưu Việt Bảo                | THVL1      |       |
| 2012 | Hoa nắng                              | Ngân         | Đặng Minh Quang                  | VTV3       |       |
| 2012 | Vòng xoáy bạc                         |              | Đặng Tất Bình - Nguyễn Hoài Thu  | VTV9       |       |
| 2012 | Tay chơi miệt vườn                    | Thơ          | Lê Quang Hưng - Dương Hoàng Vinh | SCTV14     |       |
| 2012 | Trường nội trú                        | Kiều Thư     | Lê Khắc Hoài Nam                 | HTV9       |       |
| 2012 | Cô nàng nặng cân                      | Thanh Mỹ     | Lê Minh                          | THVL1      |       |
| 2013 | Tết yêu thương                        | Thùy Trang   | Chu Thiện                        | HTV7       |       |
| 2014 | Những kẻ hai mặt                      | Ngân         | Đặng Tất Bình                    | VTV3       |       |
| 2014 | Dấu chân du mục                       | Thanh        | Đinh Thái Thụy                   | VTV3       |       |
| 2014 | Như giọt sương ngủ muộn               | Xuân         | Dương Nam Quan                   | Let’s Viet |       |
| 2014 | Nhà không có mẹ chồng                 | Trinh        | Lê Lộc                           | HTV7       |       |
| 2015 | Bình minh trên ngọn lửa               | Mỹ           | Lê Quang Hưng                    | THVL1      |       |
| 2016 | Đồng tiền quỷ ám                      | Mai          | Trần Chí Thành                   | VTV1       |       |
| 2016 | Nguyệt thực                           | Mai Hoa      | Nguyễn Trọng Hải                 | VTV3       |       |
| 2017 | Tết tây tết ta                        |              | Xuân Phước                       |            |       |
| 2017 | Con gái chị Hằng                      | Thu Trâm     | Võ Việt Hùng                     | THVL1      |       |
| 2017 | Nấc thang lửa                         | Ngọc Phượng  | Nguyễn Anh Tuấn                  | VTV6       |       |
| 2018 | Cali mùa hoa vàng                     | Hà           | Xuân Phước                       | THVL1      |       |
| 2020 | Dâu bể đường trần                     | Hồng Xuân    | Xuân Phước                       | THVL1      |       |
| 2021 | Sui gia khắc khẩu                     | Thúy Liễu    | Xuân Phước                       | THVL1      |       |
| 2021 | Cười cùng bác Ba Phi                  | Vân          | Trung Hiếu                       | THVL1      |       |
| 2022 | Vũ điệu đón xuân                      | Thu Hà       | Xuân Phước                       | THVL1      |       |
| 2022 | Nơi ngọn gió dừng chân                | Thanh Vân    | Quách Khoa Nam                   | THVL1      |       |
| 2023 | Có hẹn với yêu thương                 | Xuân         | Xuân Phước                       | THVL1      |       |
| 2024 | Có hẹn với nàng xuân Thâm kế độc tình | Xuân Minh Tú | Xuân Phước                       |            |       |

### Phim điện ảnh
| Năm  | Tựa phim            | Vai diễn     | Nguồn |
| ---- | ------------------- | ------------ | ----- |
| 2018 | Yêu em tựa khi nào? | Nguyễn Doanh | [ 8 ] |

### Web Drama
| Năm  | Tựa Phim      | Vai diễn | Kênh                   | Nguồn |
| ---- | ------------- | -------- | ---------------------- | ----- |
| 2019 | Bố già bolero |          | Color Man              |       |
| 2020 | Mẹ mẹ con con | Ly       | Hồng Vân Entertainment |       |

## Danh sách đĩa nhạc

### Album/CD Single
- Album: Hỏi anh có buồn không?
- Album: Người tình
- CD: MV Suy nghĩ lại đi anh[9]
- CD: MV Hạt mưa vô tình[10]
- CD: Thương lắm mình ơi[11]
- CD: MV Ý trung nhân - Tân xuân tân nương[12]
- CD: MV Duyên phận[13]

### OST
- Tình yêu pha lê
- Sóng gió cuộc đời
- Nợ ân tình
- Khép lại quá khứ

### Ca khúc từng thể hiện
- Hái hoa rừng cho em
- Câu chuyện đầu năm
- Sàn chiến giọng hát
- Ôi tình yêu
- Người đến từ Triều Châu
- Trọn kiếp bình an
- Và nhiều ca khúc khác

## Danh sách kịch
Tiêu biểu:
- Tắt đèn là chạy
- Hương vị tình yêu
- Tiệm tóc âm dương
- Sợ
- Đá đoạt hồn[14]
- Vòng 4[15]
- Xài bếp ga hay bếp điện
- Cưới dùm
- Trầu cau
- Mặt na tình yêu[16]
- Và nhiều vở kịch khác

## Chương trình truyền hình
- Hát câu chuyện tình yêu
- Phiên tòa tình yêu
- Ơn giời Cậu đây rồi!
- Lạ lắm à nha
- Hát câu chuyện tình yêu
- Khoảnh khắc rực rỡ
- Bước chân hai thế hệ 23
- Sàn chiến giọng hát
- Hội quán tiếu lâm
- Hạnh phúc ở đâu
- Vì bạn xứng đáng
- Nghìn lẻ một chuyện
- Khẩu vị ngôi sao
- Truy tìm cao thủ
- Đoán ca dao tìm tục ngữ
- 6 ô cửa bí ẩn
- 100 triệu 1 phút
- Mái ấm gia đình Việt
- Đại chiến âm nhạc
- Chơi phải thắng
- Bản lĩnh ngôi sao
- Ngạc nhiên chưa
- Gà đẻ
- Bậc thầy ẩn danh
- Vui cùng điệu lý câu hò
- Thời tới rồi
- Tâm đầu ý hợp
- Nhanh như chớp
- Bản lĩnh nhóc tỳ
- Hoán đổi cặp đôi
- Quả cầu bí ẩn
- Tình Bolero
- Và nhiều chương trình khác

### Giám khảo
- Người bí ẩn[17]
- Ca sĩ bí ẩn
- Solo cùng bolero[18]

## Giải thưởng và đề cử
- Đề cử Nữ Ngôi sao Phim ảnh tại Ngôi sao của năm 2020[19]
- Quán quân cuộc thi Tình Bolero 2019
- Và một số những đề cử khác[20]

## Đời tư
Kha Ly kết hôn với nam diễn viên Thanh Duy vào năm 2016 sau 3 năm hẹn hò. Được xem là  cặp đôi ăn ý trong giới nghệ thuật. Tuy nhiên, sau 3 năm kết hôn, cả hai vẫn chưa có con. Kha Ly cho biết mình không bị hiếm muộn mà mắc căn bệnh u tuyến giáp và phải phẫu thuật mới có thể sinh con.
Sau tám năm kết hôn, vợ chồng diễn viên Kha Ly và Thanh Duy chào đón con gái đầu lòng vào sáng ngày 15 tháng 7 năm 2024.